# Pachydota saduca
Pachydota saduca là một loài bướm đêm thuộc phân họ Arctiinae, họ Erebidae.